# Johann Hanns Nepomuk Anton Theodor Ferdinand von Balzar
Johann (Hanns) Nepomuk Anton Theodor Ferdinand Edler von Balzar, avstrijski general, * 14. marec 1863, † 24. september 1935.

## Pregled vojaške kariere
Napredovanja
- generalmajor: 1. november 1918